# Olympique de Marseille 1997-1998
Questa voce raccoglie le informazioni riguardanti l'Olympique de Marseille nelle competizioni ufficiali della stagione 1997-1998.

## Maglie e sponsor
Lo sponsor tecnico per la stagione 1997-1998 è Adidas, mentre gli sponsor ufficiali sono Ericsson per il campionato e Aura per le coppe nazionali.
| Casa | Trasferta | Terza divisa |  |

## Rosa
| N. |                           | Ruolo | Calciatore              |
| -- | ------------------------- | ----- | ----------------------- |
| 1  | Germania (bandiera)       | P     | Andreas Köpke           |
| 16 | Francia (bandiera)        | P     | François Lemasson       |
| 30 | Francia (bandiera)        | P     | Laurent Spinosi         |
| 6  | Francia (bandiera)        | D     | Teddy Bertin            |
| 5  | Francia (bandiera)        | D     | Laurent Blanc           |
| 4  | Francia (bandiera)        | D     | Serge Blanc             |
| 3  | Francia (bandiera)        | D     | Patrick Colleter        |
| 17 | Costa d'Avorio (bandiera) | D     | Cyril Domoraud          |
| 29 | Francia (bandiera)        | D     | Yannick Fischer         |
| 23 | Francia (bandiera)        | D     | William Gallas          |
| 19 | Francia (bandiera)        | D     | Jean-François Hernandez |
| 21 | Sudafrica (bandiera)      | D     | Pierre Issa             |
| 25 | Madagascar (bandiera)     | D     | Hamada Jambay           |
| 27 | Italia (bandiera)         | D     | Alberto Malusci         |
| 20 | Francia (bandiera)        | D     | Jean-Christophe Marquet |

| N. |                           | Ruolo | Calciatore         |
| -- | ------------------------- | ----- | ------------------ |
| 14 | Francia (bandiera)        | C     | Ludovic Asuar      |
| 24 | Algeria (bandiera)        | C     | Djamel Belmadi     |
| 8  | Francia (bandiera)        | C     | Frédéric Brando    |
| 18 | Francia (bandiera)        | C     | Olivier Echouafni  |
| 7  | Francia (bandiera)        | C     | Claude Makélélé    |
| 19 | Francia (bandiera)        | C     | Cédric Mouret      |
| 12 | Francia (bandiera)        | C     | Éric Roy           |
| 9  | Jugoslavia (bandiera)     | A     | Miladin Bečanović  |
| 13 | Guinea (bandiera)         | A     | Titi Camara        |
| 2  | Francia (bandiera)        | A     | Christophe Dugarry |
| 10 | Francia (bandiera)        | A     | Xavier Gravelaine  |
| 26 | Costa d'Avorio (bandiera) | A     | Servais Konan-Kan  |
| 15 | Ghana (bandiera)          | A     | Arthur Moses       |
| 11 | Italia (bandiera)         | A     | Fabrizio Ravanelli |